# Industrial'na (metropolitana di Charkiv)
La stazione Industrial'na (in ucraino Індустріальна?, ; in russo Индустриальная?, Industrial'naja) è una stazione della metropolitana di Charkiv, capolinea orientale della linea Cholodnohirs'ko-Zavods'ka.

## Storia
La stazione, in origine denominata in russo «Proletarskaja» e in ucraino «Proletars'ka», entrò in servizio il 23 agosto 1978.
Nell'agosto 2016 assunse la denominazione attuale.